# ستودنه
ستودنه (به چکی: Studené) یک منطقهٔ مسکونی در جمهوری چک است که در ناحیه اوستی ناد اورلیتسی واقع شده‌است. ستودنه ۵٫۴۱ کیلومتر مربع مساحت و ۱۵۶ نفر جمعیت دارد و ۵۴۷ متر بالاتر از سطح دریا واقع شده‌است.